# Seznam avstrijskih generalov
Seznam avstrijskih generalov.

## A
Anton Aberle - 
Ernst Adam - 
Joseph Xaver von Adelstein -
Alois Adler - 
Friedrich Albrecht - 
Othmar Albrecht - 
Arthur von Arbter -
Arthur Arz - 
Alessandro Assia - 
Herbart Auersperg -
Moritz Auffenberg -

## B
Aleksander Batenerg -
Friederich Beck -
Philipp Beck -
Ludwig Benedek - Franz Böhme - Robert Brieger -
Moritz Brunner -
Otto Bundsmann -

## C
Rudolf Colloredo - Janez Krstnik Coronini-Cronberg

## D
Viktor Dankl -
Pavle Davidović -
Martin Dedović -
Franz Dietrichstein -
Nikolaus Doxat -
Josip Drašković -

## E
Franz Maximilian Jahnus von Eberstädt -
Gyulai Edelsheim -
Evgen Savojski -

## F
Johann Ferenberger -
Johann Frimont -

## G
Ludwig Gablenz - Edmund Glaise von Horstenau -
Erhard Glaser -
Odilo Globocnik (P) -
Karl Gorczkowski -
Jean Gribeauval -
Ferenz Gyulai -
Ignaz Gyulay -
Petar Gvozdanović -

## H
Ferdinand Harsch -
Franz Hauslab -
Julius Jacob von Haynau -
Prokop Adler von Hohenaar -
Friedrich von Hohenlohe -
Friedrich von Hotze -
Franz Conrad von Hötzendorf -

## I
- Johann Ludwig Hektor von Isolani

## K
Ivan Kacijanar -
Karl Ferdinand - Franz Josef Kinsky (1729–1805) -
Franz Kleinhappel -
Johann Klenau -
Franz Koller -
Theodor Körner -
Viktor Kranjc -
Alfred Krauss -
Pál Kray -
Alfred von Kropatschek -
Franz Kuhn - (Franz Kutschera)

## L
- Ernst Gideon Freiherr von Laudon
- Wilhelm Lenk
- Friderik Lihtenštajnski (Friedrich Liechtenstein)

## M
Karl Mack von Leiberich -
Lazar Mamula - 
Gideon Maretić - 
Francesco Marulli - 
Luigi Mazzuchelli - 
Michael von Melas - 
Alexander von Mensdorff-Pouilly - 
Daniel Menzel - 
Karl Möring -

## N
Adam Albert von Neipperg -
Laval Nugent von Westmeath -

## P
Janos Palffy - 
Georges Pimodan - 
Oskar Potiorek -

## R
Josip Rabatta -
Gustav Ratzenhofer - 
Erwin Angermeyer Edler von Rebenberg - 
Anton Reissner - 
Max Ronge -

## S
Jakob Salis - 
Karl Schönhals - 
Fried Schwarzenberg - 
Joseph Soffai - 
Anton Starhemberg - 
Guido Starhemberg - 
Robert Sterneck - 
Arz von Straußenburg -

## V
Camillo Vacani -

## W
Ludwig von Welden -
Johann von Werth - Alois Windisch -
Nikolaus Wuich - 
Wilhelm Württemberg -